# Polskie Towarzystwo Polityki Społecznej
Polskie Towarzystwo Polityki Społecznej – polskie towarzystwo naukowe, którego przedmiotem zainteresowania jest polityka społeczna. 

## Historia

### Okres międzywojenny
Bezpośrednim impulsem, który zainicjował powołanie towarzystwa, był Kongres Polityki Społecznej w Pradze (październik 1924), na który zaproszono Polskę. Działacze społeczni oraz pracownicy nauki przygotowując się do tego wydarzenia, od maja 1924 rozpoczęli opracowywanie statutu, który zatwierdzono 31 sierpnia 1924. Wtedy też wybrano władze tymczasowe i uzyskano tym samym zgodę na działanie (rejestr stowarzyszeń – nr 1153). Towarzystwo wysłało do Pragi delegację, a pierwsze walne zebranie, na którym wybrano władze statutowe, odbyło się później – 27 lutego 1925. 
Liczba członków Towarzystwa w okresie międzywojennym:
| Rok  | Liczba członków |
| ---- | --------------- |
| 1926 | 78              |
| 1927 | 80              |
| 1928 | 96              |
| 1929 | 101             |
| 1932 | 111             |
| 1936 | 106             |
| 1937 | 100             |

W 1925 Towarzystwo weszło (w postaci sekcji narodowej) do równolegle powołanego Międzynarodowego Związku Postępu Społecznego z siedzibą w Bazylei. W okresie międzywojennym reprezentował tam Polskę ks. prof. Aleksander Wóycicki. W tym czasie w Towarzystwie silnie zaznaczony był pluralizm aksjologiczny członków. Pierwszym prezesem został na krótko prof. Stefan Dziewulski. W 1926 zastąpił go Gustaw Simon, który pozostawał na stanowisku do 1939. Siedziba mieściła się w Warszawie (ul. Jasna 19, potem, od lata 1930 – ul. Szpitalna 4/18, a w końcu ul. Wilcza 1). 
Towarzystwo prowadziło działalność popularyzatorską (wykłady, odczyty) i wydawało pismo Wiadomości Społeczne (czternaście numerów po szesnaście stron w latach 1930-1931). Redaktorem była dr Melania Bornstein-Łychowska. W 1931 zorganizowano Wystawę Pracy Chałupniczej w Instytucie Spraw Społecznych na ul. Leszno 13. W roku tym przygotowano raport o chałupnictwie w Polsce. Od 1932 wprowadzono trwające kwadrans pogadanki w Polskim Radio (comiesięczne). Wydano też łącznie 12 tytułów publikacji naukowych i popularyzatorskich. Towarzystwo zachowywało w okresie międzywojennym autonomię, mimo otrzymywania finansowego wsparcia państwa.

### Po 1945
Po zakończeniu II wojny światowej (naziści niemieccy w czasie okupacji Polski zdelegalizowali Towarzystwo), w czerwcu 1947, piętnastoosobowa grupa inicjatywna wystąpiła do Zarządu Miejskiego Warszawy o ponowną legalizację PTPS, zgodnie ze statutem z 1924. Ministerstwo Bezpieczeństwa Publicznego nie zgodziło się na rejestrację, gdyż Towarzystwo nie dawało gwarancji należytego wykonywania swych zadań przewidzianych w statucie. Prezydent Warszawy wydał więc decyzję odmawiająca rejestracji. Mimo odwołania decyzję podtrzymano w listopadzie 1948. W okresie PRL Towarzystwo nie prowadziło więc działalności. Ponownie zarejestrowano je w 1993. Ma oddziały regionalne w Radomiu, Łodzi, Wrocławiu i Lublinie. Prezesem zarządu jest dr hab. Mirosław Grewiński (2019).

## Cele
Główne cele Towarzystwa to zbieranie i popularyzacja tekstów oraz przepisów prawnych z zakresu ustawodawstwa społecznego, gromadzenie informacji o ruchach społecznych w Polsce i na świecie, przeprowadzanie ankiet i opracowywanie monografii z zakresu polityki społecznej, wydawanie czasopisma, organizacja odczytów celem popularyzacji zagadnień polityki społecznej w Polsce, udział w międzynarodowych kongresach polityki społecznej, rozwijanie działalności informacyjnej poza granicami Polski o stosunkach społeczno-politycznych w Polsce, utrzymywanie muzeum społecznego i udział w krajowych i zagranicznych wystawach społecznych. Towarzystwo deklaruje apolityczność, a także wspiera innowacyjne projekty w obszarze polityki społecznej (w szerokim jej rozumieniu), jak również propaguje nowatorskie metody edukacyjne.

## Członkowie
Do członków Towarzystwa należeli m.in.: Aleksander Wóycicki, Ludwik Krzywicki, Zofia Daszyńska-Golińska, Stanisław Sasorski, Ignacy Koschembahr-Łyskowski, Stanisław Roszkowski, Jerzy Drecki, Melania Bornstein-Łychowska, Gustaw Simon, Maria Lipszyc-Balsigerowa i Marian Klott. 